# Le Crestet
Le Crestet – miejscowość i gmina we Francji, w regionie Owernia-Rodan-Alpy, w departamencie Ardèche.
Według danych na rok 1990 gminę zamieszkiwało 515 osób, a gęstość zaludnienia wynosiła 52 osób/km² (wśród 2880 gmin regionu Rodan-Alpy Crestet plasuje się na 1133. miejscu pod względem liczby ludności, natomiast pod względem powierzchni na miejscu 1127.).